# Wieblitz-Eversdorf
Koordinaten: 52° 49′ N, 11° 5′ O
Wieblitz-Eversdorf war eine Gemeinde im Altmarkkreis Salzwedel in Sachsen-Anhalt.

## Geografie

### Lage
Die frühere Gemeinde liegt etwa 5 km südwestlich der Altstadt von Salzwedel. 

### Gliederung der ehemaligen Gemeinde
Zur Gemeinde Wieblitz-Eversdorf gehörten die Ortsteile Eversdorf, Groß Wieblitz und Klein Wieblitz.

## Geschichte
Am 1. Juli 1950 erfolgte der Zusammenschluss der Gemeinden Groß Wieblitz und Klein Wieblitz zur Gemeinde Wieblitz. Am 1. August 1972 wurden die Gemeinden Wieblitz und Eversdorf zur Gemeinde Wieblitz-Eversdorf zusammengeschlossen, die bis zum 31. Dezember 2010 eine selbstständige Gemeinde blieb. Sie wurde im Zuge der kommunalen Neuordnung Sachsen-Anhalts am 1. Januar 2011 per Gesetz aufgelöst und nach Salzwedel eingemeindet.
In der Gemeinde lebten 290 Einwohner (Stand: 31. Dezember 2009). Das Gemeindegebiet erstreckte sich auf einer Fläche von 9,89 km². Die Gemeinde war Mitgliedsgemeinde der Verwaltungsgemeinschaft Salzwedel-Land. Die Gemeinde Wieblitz-Eversdorf umfasste die Ortsteile Eversdorf, Groß Wieblitz und Klein Wieblitz, die nach der Eingemeindung Ortsteile von Salzwedel wurden. Eine Ortschaft Wieblitz-Eversdorf wurde nicht gebildet. 

## Politik

### Bürgermeister
Der letzte Bürgermeister der Gemeinde war Frank Jürges.